# F-22 раптор
F-22 раптор (енгл. F-22 Raptor) је први у свету борбени авион пете генерације, уведен у оперативну употребу у Америчком ратном ваздухопловству. Авион може да лети брже од брзине звука на базном потиску, без укључивања допунског сагоревања мотора. У томе режиму може дуготрајно да крстари, у задацима дежурства. Основна намена Раптора је постизање превласти у ваздушном простору, а секундарно му је дејство по циљевима на тлу (земља / море) и електронско ратовање.
Раптора карактерише способност летења на изузетно великим висинама и брзинама. На њему је примењена најсавременија технологија аеродинамичког обликовања, градње мотора, висок однос потисак / маса, софистицирана електронска и друга опрема, систем управљања, савремена интеграција авионских система и више технологија за смањење уочљивости и могућности откривања сензорима, са Земље и из ваздуха.
Рекордер је по цени и по трошковима оперативне употребе, по часу лета.
Неколико држава попут Јапана, Аустралије и Израела, показало је жељу за куповином Раптора. Амерички Конгрес је ставио забрану на његов извоз, чак и својим поузданим савезницима.
Председник Барак Обама је потписао овлашћење за пословну 2010. годину, 28. октобра 2009. године, у којој нису била предвиђена средства за његову даљу производњу. Од укупно 195, последњи примерак F-22 раптор је произведен 2. маја 2012. за Америчко ратно ваздухопловство, током трајања производње у претходних 15 година. То је био завршетак производње и процеса увођења у оперативну употребу, овог типа авиона.

## Развој

### Историјат
Раптор се развијао у временском трајању од око 20 година. Његова историја је почела још 1976. године, тада је Америчко ратно ваздухопловство почело озбиљно разматрати могућност примене невидљивих технологија у градњи борбених авиона за постизање надмоћи у ваздушном простору. Иницијалне студије и примењено истраживање је започето још 1969. године. На основу првих резултата и сагледавања проблема оформљена је стручна радна група 1975. године, која је направила прелиминарни план одвијања активности, са претпостављеним испитивањем прототипова у временском периоду од 1977. до 1981. године. Позване су све чланице америчке ваздухопловне индустрије да предложе своје идеје. Резултат тога су предлози концепција, приказани на доњој илустрацији. Касније су те идеје концентрисане у прецизну спецификацију тактичко–техничких захтева (ТТЗ) за нови ловац пете генерације.
Планирано је да нови авион има способност ефикасне борбе против циљева у ваздуху и на земљи и да је отпоран на дејство совјетских ракета са земље и из ваздуха, и у дубини територије Совјетског Савеза. За испуњење ових услова потребна је изузетна способност крстарења авиона, са временски дугим дежурством у зони очекивања противника, са режимом лета што је могуће ближем оптималним условима за лансирање својих ракета. Способност крстарења са надзвучном брзином еквивалента М ~ 1,4, је велика предност у односу на непријатеља. То значи да може лансирати своје ракете одмах, без трошења драгоценог времена на претходни процес убрзавања авиона. Поред тога, тражена је висока интеграција авионских система, са критеријумом високе ефикасности без допунског ангажовања и уз максимално растерећење пилота од сувишних радњи у борби. Поред тога, постављен је висок критеријум за смањење уочљивости, што је значило и значајну примену одговарајуће савремене технологије.
Америчко ратно ваздухопловство, на основу искуства из претходних програма, покренуло је моторске програме за дотични авион, са потребним временским претицањем. Још октобра 1983. године, компаније Џенерал електрик и Прат Витнеј, добиле су по 200 милиона америчких долара, за паралелне развоје мотора.
Формирани су почетни тактичко–технички захтеви 1981. године, за нови „напредан тактички ловачки авион“ (енгл. Advanced Tactical Fighter - ATF), од кога се захтевало да буде респективна замена за F-15 игл. Тактичко–технички захтеви су прецизирали концепцију на бази најнапреднијих технологија, у домену авионике, погона са дигиталним управљањем и са применом најсавременијих достигнућа смањења уочљивости са противничким сензорима, са земље и из ваздуха. Тражене су супериорне карактеристике у вишенаменској борбеној употреби.
У октобру 1985. године, Америчко ратно ваздухопловство је позвало носиоце ваздухопловне индустрије да доставе комплетне понуде програма новог авиона који треба да замени, у оперативној употреби, постојеће F-15 игл и F-16 фајтинг фалкон. У јулу 1986. године, направљен је радикални заокрет у плановима. Заузет је став, да се одлука о избору испоручиоца и концепције заснива на постигнутим резултатима испитивања авиона у лету, до краја 1991. године, а не на основу моделираних претпостављених доказа. Закључен је уговор са два индустријска конзорцијума, у априлу 1991, за паралелни развој прототипова. На челу једног је био Локид, а другог Нортроп. Финансијски износ уговора, био је 691 милион америчких долара, са роком реализације од 50 месеци. У конзорцијуму Локида су били General Dynamics и Боинг, а у Нортроповом Мегдоналс Даглас. Сваки конзорцијум је имао обавезу да направи свој прототип, под ознакама YF-22 (Локид) и YF-23 (Нортроп).
Успостављена су два одвојена конкурентска програма развоја, према истим захтевима, уз два одвојена програма мотора. Умножавањем конкурентских програма и за друге подсистеме, успостављени су услови за оптимална решења по свима аспектима рационализације и квалитета.

### Трка за престиж
У периоду Хладног рата, велике затегнутости међу суперсилама, веома изражене трке у наоружању, појаве све савршенијих система ПВО и нових, модернизованих совјетских ловаца МиГ-29 и Су-27, озбиљно је доведена у питање супериорност америчких и западноевропских ловачких авиона. На западу се тражио брз и убедљив искорак, у обезбеђењу властите предности у превласти у ваздушном простору, са својим новим ловцима.
Ратна ваздухопловства западноевропских земаља, у томе периоду су, осим француског, поседовала углавном авионе америчког порекла: F-104, F-4 Фантом и F-5, који нису били у стању да се ефикасно супротставе новим совјетским ловачким авионима. Такав развој догађаја, принудио је европске авио произвођаче да брзо реагују и да приступе изградњи ловаца нове, четврте генерације: Авион Рафал, EF 2000 Еврофајтер и JAS 39 Грипен, чији су технолошки демонстратори и макете приказани на изложби у Фарнбороу, већ 1986. године.
Америчко ратно ваздухопловство (енгл. USAF) је у односу на Европљане било у повољнијој ситуацији, јер је у то време тек увело у наоружање савремене ловачке авионе F-15, тако да није имало потребу да одмах одговора на нови изазов Совјета. Међутим, амерички војни аналитичари су били свесни чињенице, да и они морају предузети такав корак у блиској будућности.
| Изјава Алберта Прудена (енгл. Albert L. Pruden), директора програма ATF, у компанији Локид, 1990. године.Увођењем у наоружање три нова ловачка авиона осамдесетих година, совјети су направили невиђен преседан надмоћи у тактичкој авијацији. Почетком двадесет првог века, постојећи ловци МиГ-29, МиГ-31 и Су-27, биће још појачани са два нова. Нови совјетски ловци, биће засновани на савременој технологији смањене видљивости, високе интеграције опреме и са врхунским маневарским својствима. Ти нови ловци ће дејствовати у свима метеоролошким условима, дању и ноћу. Са новим сензорима биће далеко офанзивнији од постојећих. Из тих разлога, Америка има потребу да изгради престижни ловачки авион, са којим ће моћи повратити своју традиционалну надмоћ у ваздушном простору. |

### Захтеви
У складу са таквим разматрањима требало је дефинисати захтеве за развој новог борбеног авиона, за изазове од претпостављених претњи, крајем 20. века. Тај задатак није био нимало лак за војне аналитичаре и пројектанте, јер је било неопходно реално сагледати перспективу развоја борбених авиона и њихове употребе у свету, у будућности од петнаест до двадесет година унапред.
На бази детаљних анализа и разматрања, Америчко ратно ваздухопловство је приступило изради тактичко–техничких захтева (ТТЗ-а) за развој новог тактичког ловца (ATF), од кога се тражило, да почетком наредног века, замени постојеће ловце, типа F-15. Захтевано је, да авион ATF поседује:
- особине отежаног уочавања и откривања у лету (смањени радарски, визуелни, топлотни, акустички и електронски одраз) (стелт технологија)
- способност суперкрстарења (могућност временски дугог лета са надзвучном брзином, надзвучно крстарење без укључења додатног сагоревања);
- добре маневарске способности, на подзвучним и на надзвучним режимима лета;
- велики долет и довољну носивост убојних средстава (не мање од ловца F-15 игл), за дејство по земаљским циљевима.

Због високих трошкова развоја и припреме програма одустало се од неких захтева, као што су специјалне функције радара за упозорење од непријатељских ракета. Захтеви су смањени да би се контролисали укупни трошкови и омогућила производња у већем броју примерака. У више наврата су амерички званичници изјављивали да је Раптор прескуп и непогодан за локалне ратове, као што су у Авганистану, Ираку итд. То је и логично пошто је он стваран и конципиран за премоћ у ваздушном простору за услове глобалне кризе, очекиване у периоду Хладног рата.

### Серијски Раптор

#### Избор измеђуи
Прву развојну групацију прототипа и демонстратора концепције ATF, сачињавали су Локид–Боинг–General Dynamics (серијски стандард добио је ознаку F-22), а другу фирме Нортроп и Макдонел Даглас (серијски стандард добио је ознаку F-23).
Обе групације су у току 1985. године добиле финансијска средства за развој и израду по два авиона, YF-22 и YF-23, сваки од њих је био демонстратор примене нових технологија у варијантама, са моторима Џенерал електрик и Прат енд Витни.
Први је полетео прототип YF-23 и то 27. августа 1990. године, а кроз месец дана и YF-22. Оба авиона су имали одређене проблеме, откривене у припремном испитивању за први лет. Авиону YF-23 је одложен први лет због појаве осцилација носне ноге, на већим брзинама трчања по земљи. То је отклоњено са уградњом компензационе масе, са чиме је померена вредност сопствене учестаности, у смеру удаљавања од вредности резонанце.
Код авиона YF-22 се појавио већи недостатак. Вибрације на систему за управљање са вектором потиска, што је захтевало више времена и напора при решавању.
После првог полетања прототипа YF-23), у пењању на базном режиму рада мотора, авиони пратиоци F-15 су морали укључити допунско сагоревање да би га сустигли и да би га могли пратити.
Паралелна летна испитивања, оба прототипа, завршена су до краја 1990. године. Почетком 1991. је донета одлука, да се за серијски стандард усвоји F-22, са моторима Прат енд Витни F119-PW-100 (енгл. Pratt & Whitney F119-PW-100), у реализацији конзорцијума Локид-Боинг-General Dynamics. При томе није остављена никаква могућност компромиса да групација, чији пројекат није изабран, учествује на било који начин у серијској производњи авиона усвојеног стандарда.
| |
| Упоредне три пројекције, са основном геометријом, серијског авиона F-22 и његовог прототипа YF-22. |

#### Производња
На основу резултата испитивања YF-22, изабран је серијски стандард под ознаком F-22. Разлике су у померању кабине пилота, уведене су одређене измене структуре и други мањи детаљи (приказано на илустрацији горе). Први серијски авион F-22, завршен је 9. априла 1997. године, у погону Локида у Џорџији, а полетео је 14. јануара 1997. Приказан је у фази производње, на слици десно. Од укупно 195, последњи примерак F-22 раптор је произведен 2. маја 2012. за Америчко ратно ваздухопловство, током укупног трајања серијске производње у претходних 15 година. То је био завршетак производње и процеса увођења у оперативну употребу, овог типа авиона.
Глобална прерасподела производње, међу чланицама конзорцијума, илустрована је на слици десно.
У току 2006. године, развојно–производни тим Раптора, састављен од Локида и преко 1.000 других предузећа, заједно са Америчким ратним ваздухопловством, добио је најпрестижнију америчку ваздухопловну награду, Колиер Тропи (енгл. Collier Trophy).

#### Планови и поруџбине
Првобитни план Америчког ратног ваздухопловства, био је да се набави 750 Раптора, са почетком производње у 1994. години, али то је 1990. године, потпредседник Дик Чејни са Министром одбране изменио на 648, са почетком производње у 1996. години. То је било за потребе ваздухопловства, а у почетној фази је и Ратна морнарица САД била заинтересована за 550 Раптора, али је убрзо одустала (намеравајући да реализује сопствени пројект А-12). Како је време текло јачала је и потреба преиспитивања планова поруџбина броја авиона Раптор. Нова измена плана је била 1994. године, када је била актуелна бројка од 442 авиона, са уласком у оперативну употребу у току 2003. и 2004. године. Наредни план, формиран је у 1997. години, предвиђао је 339 авиона. У 2003. години, Конгрес лимитирао је средства, тако да су се могла купити само 277 авиона Раптор. До краја 2006. године, Пентагон је саопштио да може купити свега 183 Раптора, пошто је одлучено да се сачува 15 милијарди долара за друге потребе. Та одлука је имала и негативан ефекат, пораст јединичне цене авиона.
Са Локидом је закључен уговор за испоруку још само 60 Раптора, 31. јула 2007. године, у циљу обезбеђења континуитета производње до краја 2011. године. Коначно, производња и увођење у оперативну употребу су завршени са 195 примерака авиона Раптор.
Представници фирме Локид се надају, да ће се смањење поруџбина, од стране Ратног ваздухопловства надокнадити продајом иностраним купцима, али тренутно постоји забрана извоза.
Чак је и церемонија, првог јавног приказивања F-22, протекла уз доста критичких ставова везаних за трошкове реализације читавог програма. Према процени одељења за анализу трошкова, при америчком министарству за одбрану, укупни издаци програма F-22 ће износити око 62 милијарде долара, што је за 16 милијарди више од процене коју је раније дало ваздухопловство.

Представници Конгреса и Ратног ваздухопловства сматрају, да веома сложени захтеви постављени за авион F-22 (постизање ваздушне премоћи на противничкој територији) морају да се одразе кроз високу цену читавог програма. Начелник штаба Америчког ратног ваздухопловства, генерал Роналд Фоглмен, приликом прве јавне промоције авиона F-22 изјавио је:
Постизање ваздушне премоћи није Америци богомдано, она се мора обезбедити супериорном борбеном летелицом, а то кошта.
Кампања око даље судбине програма Раптора има различите правце лобирања, у зависности од интереса, објективних потреба и услова диктираних са општом економском кризом. Програмирање и реализација улагања у развој напредних технологија, били су у условима блоковског антагонизма. Аргументи за оправдање тога улагања нестали су у атмосфери попуштања затегнутости у међународној политици, у релаксираним условима, насталим са рушењем Берлинског зида и са распадом Совјетског Савеза. Закључено је да локални сукоби и ратови не могу бити покриће за толико улагање и не уклапају се у доктрину примене Раптора.
У јануару 2008. године, Пентагон је најавио захтев конгресу за средства за куповину додатног броја Раптора и да ће тако одржати континуитет производње. Покушај оправдања повећања флоте Раптора са студијом предвиђања могућих сукоба није дао одговарајући резултат. Тако је студија, направљена у августу 2008. године, показала је да евентуална употреба Раптора у могућем сукобу са Кином око Тајвана није од већег утицаја. Убрзо би била критична подршка летећих танкера и пуњење авиона са горивом у лету, због удаљености већих ваздухопловних база.
Ове и друге студије, о великим потребним улагањима у евентуално обнављање обустављене производње и у одржавање и конзервацију производних алата нису променили одлуку о престанку производње Раптора у 2011. години.
| Динамика уговорених испорука и планиране цене Раптора | Динамика уговорених испорука и планиране цене Раптора | Динамика уговорених испорука и планиране цене Раптора | Динамика уговорених испорука и планиране цене Раптора | Динамика уговорених испорука и планиране цене Раптора | Динамика уговорених испорука и планиране цене Раптора | Динамика уговорених испорука и планиране цене Раптора | Динамика уговорених испорука и планиране цене Раптора | Динамика уговорених испорука и планиране цене Раптора |
| Предмет                                               | до 2007.                                              | 2007.                                                 | 2008.                                                 | 2009.                                                 | 2010.                                                 | 2011.                                                 | до 2012.                                              | {\displaystyle \sum }                                 |
| ----------------------------------------------------- | ----------------------------------------------------- | ----------------------------------------------------- | ----------------------------------------------------- | ----------------------------------------------------- | ----------------------------------------------------- | ----------------------------------------------------- | ----------------------------------------------------- | ----------------------------------------------------- |
| Број уговорених авиона                                | 115                                                   | 20                                                    | 20                                                    | 20                                                    | 0                                                     | 0                                                     | 20                                                    | 195                                                   |
| Основни трошкови                                      | 19.267,05                                             | 2.719,503                                             | 3.131,378                                             | 3.054,197                                             | 42,306                                                | 42,006                                                | ?                                                     | 28.256,440 мил. долара                                |
| Усавршавање                                           | 3.758,945                                             | 695,541                                               | 423,783                                               | 0                                                     | 0                                                     | 0                                                     | ?                                                     | 4.878,269 мил. долара                                 |
| Опрема и наоружање                                    | 23.025,995                                            | 3.415,541                                             | 3.555,161                                             | 3.054,197                                             | 42,306                                                | 42,006                                                | ?                                                     | 33.134,709 мил. долара                                |
| Јединични трошкови                                    | 161,592                                               | 13.6826                                               | 137,467                                               | 146,388                                               | 0                                                     | 0                                                     | ?                                                     | 154,267 мил. долара                                   |
| Јединични трошкови, са оружјем                        | 200,226                                               | 170,752                                               | 177,758                                               | 152,710                                               | 0                                                     | 0                                                     | ?                                                     | 189,341 мил. долара                                   |

#### Испорука
Први серијски Раптор, испоручен је ваздухопловној бази Нелис у Невади, 14. јануара 2003. Намењен је за оперативна испитивања и усвајање у наоружање, што је и започето 27. октобра 2003. године. До краја 2004. године, испоручен је 51 примерак Раптора.
До почетка 2010. године, испоручен је укупно 145 примерак Раптора, а 2. маја 2012. последњи, од укупно 195.

### Забрана извоза
Америка је донела закон, на савезном нивоу, о забрани извоза Раптора, у циљу заштите националног интереса. Потенцијални инострани корисници, уједно су и традиционални купци њихових борбених авиона. Американци сматрају, да са извозом старијих авиона F-15 игл, F-16 фајтинг фалкон, F/A-18 хорнет и F/A-18Е/F супер хорнет и са новим авионом F-35 лајтнинг II, могу испунити своје политичке и економске интересе. F-35 лајтнинг II је програмиран да буде јефтинији од Раптора, без обзира што је конципиран са савременијом опремом, радаром и усвојених осталих технологија са Раптора. Он ће имати мању брзину лета и слабији маневар.
Неки аустралијски политичари и коментатори одбране предлажу да Аустралија треба да покуша да купи F-22 уместо планиране F-35, позивајући се на познате способности F-22 и на неизвесност у кашњењу и развојним нејасноћама F-35.
Посебно је Јапан заинтересован за куповину Раптора. Ако до тога и дође, биће у питању стандард авиона у редукованој извозној верзији, уз посебно одобрење релевантних америчких институција. У Америци је потврђена одлука о забрани извоза 27. септембра 2006. године. Јапански Министар одбране Исуказу Хамада, поновио је 9. јуна 2009. године, заинтересованост своје земље за увоз Раптора, и поред економске кризе и повећања трошкова његове експлоатације.
Израел такође има велики интерес да набави Раптора, али и за њих важи забрана извоза.
Имајући у виду да развој новог авиона F-35 лајтнинг II није сасвим завршен и да је Раптор уведен у оперативну употребу, где је потврдио очекивања, очекује се да ће Америка бити пред преиспитивањем своје одлуке о његовом извозу.

## Примењене технологије

### Пројекат структуре
Структура F-22 је изграђена од 39% титанијума, 24%, композита, 16% алуминијума и 1% термопластике, у односу на укупну тежину. Титаниум се користи за своје особине високе чврстоће и мале тежине, за делове великих специфичних оптерећења, укључујући и неке од преграда, а такође и због своје отпорности на топлоту, у врелим деловима авиона.
Композит од угљеничних влакана је коришћен за израду оквира трупа, врата, рамењача и уздужника крила, а и за панеле од саћастих сендвича обложених оплатом.

### Аеродинамика
Аеродинамички концепт авиона F-22, заснива се на савременој интеграцији, уобичајене комбинације крила и репних површина, с трупом и усисницима.
Захтеване високе маневарске способности авиона, постигнуте су са успешном комбинацијом ефикасне аеродинамичке конфигурације и мотора са напредном технологијом, великог потиска. Аеродинамичку конфигурацију авиона F-22 карактерише трапезно крило, малог специфичног оптерећења, облика дијамант, под великим углом нападне ивице, што условљава мали таласни отпор, у надзвучном лету.
Крило, такве конфигурације, у комбинацији с погонском групом, високих вредности односа потисак/маса, омогућава постизање надзвучних брзина и без допунског сагоревања мотора. Висок однос потиска и масе авиона F-22, обезбеђује значајну предност, у односу на већину савремених борбених авиона (25-30% већи у односу на Јурофајтер тајфун. То омогућује авиону постизање надзвучне брзине, која одговара вредностима М=1,75, без употребе допунског сагоревања. Захваљујући таквим могућностима Раптор има способност дуготрајног надзвучног крстарења у зони очекивања непријатељских авиона, уз прихватљиву потрошњу горива. Те особине му оправдавају назив суперкрсташа.
Високој агилности авиона доприносе савремена решења аердинамике, команди лета и управљање вектором потиска. За постизање добре управљивости и на малим брзинама, на великим нападним угловима и угловима клизања, примењен је целообртни хоризонтални реп, нестабилна конфигурација авиона и електричне команде лета (енгл. fly-by-wire), са вештачком стабилизацијом.
Носни део трупа авиона F-22 је конусног облика, а од зоне уводника ваздуха прелази (по пресеку) у издужену елипсу. Пљоснат облик трупа се објашњава потребом за остваривање допунског узгона. Горњака уводника ваздуха је постављена под углом и такође има функцију допунске узгонске површине. Улазни пресек уводника је непроменљив (усисник фиксне геометрије), с којим ловац F-22 достиже максималну брзину, којој одговара Махов број, М=2+. Улаз у усиснике је посебно обликован да се смањи топлотно уочавање, са противничким сензорима. Труп авиона се завршава са посебно профилисаним дводимензионалним млазницима, правоугаоног попречног пресека, у функцији управљања вектором потиска.
Конфигурација авиона F-22 је оптимизиран компромис аеродинамичких захтева и решења за смањење уочљивости авиона у лету.

### Надзвучна брзина крстарења
Авион F-22 је први авион уведен у оперативну употребу с брзином крстарења већом од брзине звука, при базном потиску мотора, без укључивања допунског сагоревања. Та карактеристика је првенствено обезбеђена са применом јединствене високе технологије и материјала, у градњи мотора.
Брзине крстарења борбених авиона су на режимима рада мотора за прихватљиву потрошњу горива, односно на режиму лета за довољно дуго време остајања у ваздушном простору. Режим лета при крстарењу је почетни услов за улазак у борбу и њено одвијање, због чега је велика предност у односу на противнички авион ако је брзина крстарења што већа од противничке. Крстарење с надзвучном брзином, у зони очекивања противничких авиона, значи бити увек спреман за тренутно лансирање ракета дугог и средњег домета, без допунског трошења времена на убрзавање авиона и са тиме судбоносног одлагања тренутка првог удара. Оптималне брзине авиона за лансирање ракета, дугог и средњег домета, су приближно при M = 1,5, пошто тада исте достижу своју максималну брзину, које одговарају M = 3, за краће време, то је велика предност у односу на противника. Та предност, над свим другим авионима, је обезбеђена суперкрсташу F-22. То је било веома тешко технолошки постићи, плаћено је са значајним повећањем цене авиона. На надзвучним брзинама је двоструки пораст укупног отпора авиона, због драстичног порасте таласног. Остали авиони тај отпор једино могу савладати потиском мотора при укључењу допунског сагоревања, што има за последицу двоструко повећање потрошње горива. Према томе, ти режими не могу бити дуготрајни, то јест они нису за чекање појаве непријатеља. Они су само за, релативно кратко, време вођења борбе. Најповољнија је победа директног противника ако се исти тактички натера да потроши своје гориво без стварног учешћа у борби.

### Примењена решења за смањење уочљивости авиона
Добре карактеристике смањења уочљивости су постигнуте избором погодних спољашњих углова на површинама променљиве закривљености и међусобног утапања делова авиона:
- нападне и излазне ивице крила и репних површина
- благи преласци крило-труп и труп-реп
- затим посебно обликованим улазима у уводнике ваздуха
- оптимизираним обликом кабине и итд.

Ова и друга решења, допринела су да авион F-22 има знатно мањи радарски одраз у поређењу с другим авионима исте намене. Смештај наоружања и горива у унутрашњости F-22, не само што смањује отпор, значајно доприноси и смањењу радарске рефлексне површине.
Велики допринос стелт карактеристикама је и способност авиона да лети са надзвучним брзинама без употребе допунског сагоревања. Допунско сагоревање представља највећи топлотни и звучни извор на авионима. Усне уводника су профилисане под углом и обликоване тако, да потпуно заклањају чело компресора од радарских сигнала, пошто је коло компресора велика радарска рефлексна површина. У циљу смањења уочљивости F-22, посебно радарске рефлексије, примењена је и посебна технологија премаза са новим апсорпционим бојама.
|  |  |

Предузете конструктивне мере на F-22 у циљу смањења уочљивости, сензорима са Земље и из ваздуха.

### Опрема и кабина
Пилотска кабина F-22 је замишљена као радно место, на којем савремена интеграција опреме значајно растерећује пилота, у току лета и ослобађа му потребно време за концентрацију на главни задатак, вођење борбе. При томе је посебна пажња посвећена постизању ниске уочљивости (компромитовања) система опреме, као и олакшању задатка пилота у остваривању превласти у ваздушном простору. Пилот комуницира с интегрисаном опремом преко тастера (прекидача) и показивача тако да су ограничења целог система пилот-опрема одређена физичким ограничењима самог пилота. 
Да то не би био ограничавајући чинилац, систем интегрисане опреме има могућност, да и без интервенције пилота самостално процењује тактичку ситуацију и предлаже доношење одлуке о употреби оружја. Систем је заснован на концепту глобалног експертског одлучивања. Да би овај концепт заживео било је потребно да се интегрише: 
- оно шта пилот осећа и види током лета
- различити системи опреме
- пилот и авион са опремом

Систем опреме омогућује пилоту опажање, препознавање и дејство по циљевима изван зоне визуелног домена. Простор око авиона F-22 је са становишта прикупљања података подељен на утицајне зоне. Сваком циљу у зони око F-22 навигацијско-нишански систем (ННС) додељује одређену ознаку и приоритете. Циљеви највишег приоритета се пилоту приказују на листи циљева и он има опцију да је прихвати или измени. У случају сагласности пилота, систем сам одређује почетне услове и време када треба лансирати одређено средство. Овакав систем може да дејствује и изван зоне визуелног домета. Систем опреме је такође интегрисан у систем JIAWG (енгл. Joint Integrated Avionics Working Group).
Интегрисани ННС такође омогућује обраду података у реалном времену, препознавање и идентификацију летелица и приказивање комплетне ситуације за време трајања борбе у ваздуху. Током рада у овом моду поменути систем битно редукује емисију сопственог зрачења (активан рад радара) и смањује могућност откривања и праћења од стране противничких летелица.
ННС се састоји од три подсистема: 
- вишемодни радар APG-77, који располаже са око 2.000 примопредајних елемената
- систем за вођење електронског рата EW (енгл. Electronic Warfare), који укључује пријемник радарског озрачивања и детектор лансираних пројектила
- комуникацијско/навигацијски/идентификациони систем (енгл. CNI- Communication Navigation and Identification), који укључује магистралу податак лета (енгл. IFDL-Intra flight Data Link}, систем преноса података о тактичкој ситуацији (енгл. JTIDS - Joint Tactical Information Distribution System) и MkXII детектор за идентификацију, свој-туђи.

Примењено је нагнуто седиште, за лакше пилотово подношење високог оптерећења, услед високих убрзања. То решење подразумева примену бочне мале палице, види се на слици кабине. У овом концепту се користи систем управљања авионом, мотором и оружјем по принципу обе руке су стално на ручицама, HOTAS (енгл. hands on throtle and stick).

### Погон
|  |  |

F119-100 на испитивању са допунским сагоријевањем и његов детаљнији изглед.
Погон Раптора чине два мотора F119-PW-100, са одвојеним усисницима и издувним цевима, механизмом за управљање вектором потиска. Појединачно, мотори са допунским сагоревањем, развијају потисак од по 156 kN. Са интеграцијом система управљања са вектором потиска постиже се повећана маневрабилност авиона и смањење могућности откривања, противничким сензорима (IC и радаром). У истом циљу су мотори са посебним принципима интегрисани у унутрашњости трупа, а улази у усиснике специјално су обликовани, са циљем смањења откривања топлотног зрачења, са чеоне стране авиона.
Правоугаоне издувне цеви се ефикасније хладе од кружних, поред тога на Раптору су обложене са изолационим материјалима, тако да је смањено IC зрачење. Скретање издувних цеви је у распону + 20°/- 20°.
Мотори су двопроточни, код којих се вентилаторско коло обрће у супротном смеру од компресорског.
Однос потиска и масе мотора је 7,8 / 1. Оба мотора су опремљени стартер–генераторима, снаге по 65 kW и у комбинацији са независним помоћним од 27 kW, Раптор располаже укупном електричном енергијом од 157 kW.
У градњи мотора су коришћене најсавременије технологије и материјали. Коришћене су најсавременије легуре и титан. Концепцијски је дат нагласак на једноставном одржавању и повећању његове поузданости. У поређењу са моторима F100, на авионима F-15 игл и  иако је далеко већег учинка, има 40% мање делова и за половину мањи број потребног алата за одржавање. Са овим мотором, почело се летети 1997. године, а до 18. октобра 2007. године, постигли су 50.000 оперативних сати рада, без већих техничких проблема.

### Наоружање
За вођење блиске маневарске борбе, F-22 поседује топ М61А2, калибра 20 mm с 480 граната, који је уграђен у десну страну авиона, изнад десног уводника.
Предвиђено је стандардно ношење два пројектила ваздух-ваздух кратког домета, АИМ-9 и четири пројектила ваздух-ваздух средњег домета, АИМ-120А (типа лансирај и заборави ). Међутим, могуће су и друге комбинације наоружања. Уместо четири пројектила АИМ-120А у концентрисаној комбинацији, могуће сместити шест пројектила АИМ-120C који су по димензијама нешто мањи од стандардних АИМ-120А, или уместо једног АИМ-120А сместити два АИМ-9 кратког домета.

#### Варијанте ношења оружја
- Топ: 1× M61A2 Вулкан гетлин топ (енгл. M61A2 Vulcan gatling gun), калибра 20 mm, с бојевим комплетом од 480 граната. Топ је у свима комбинацијама наоружавања авиона.
- Ловачка варијанта I
  - Ракете ваздух-ваздух
    - 4×  (средњег домета)
    - 2×  Сајдвиндер (енгл. ) (за блиску борбу)
- Ловачка варијанта II
  - Ракете ваздух-ваздух:
    - 6×  (средњег домета)
    - 2×  Сајдвиндер (енгл. ) (за блиску борбу)
- Комбинована варијанта
  - Ракете ваздух-ваздух:
    - 2×  (средњег домета)
    - 2×  Сајдвиндер (енгл. ) (за блиску борбу)

  - Оружје за дејство ваздух-земља:
    - 2× 450 kg Joint Direct Attack Munition (JDAM ) или
    - 2×  или
    - 8× , бомби малог пречника

Могуће су и друге комбинације ношења оружја.
Ракете и бомбе се носе у унутрашњем спремнику у трупу авиона, приказано на претходним сликама.
Авион F-22 је способан и да носи и под-крилне резервоаре, у које стаје укупно 2.300 литара горива, одбацују се у борби.
|  |

| Варијанте ношења наоружања. |

## Варијанте

### YF-22
У оквиру програма ATF, YF-22 је прототип за серијски авион F-22А.

### F-22А
F-22А је основна варијанта Раптора, и она је једина у пуној производњи, аплицирана је у варијацијама опремања по партијама производње.

### F-22B
је планирана варијанта двоседа од основне варијанте F-22А, за потребе преобуке и тренинга пилота. Због високих трошкова целог програма одустало се од F-22B, 1996. године.

### F-22N
F-22N, био је планиран као морнарички авион, са намером да замени авион F-14 томкет. Та идеја је одбачена још 1993. године, пошто F-22N не би могао да носи ракету великог домета, типа AIM-54 Феникс. Амерички конгрес се одлучио за F/A-18Е/F Супер Хорнет, као вишенаменски јефтинији авион, са већим бројем могућих апликација.

### FB-22
Локид је 2002. године урадио студију о конверзији Раптора у ловца–бомбардера, средњег и дугачког радијуса. Тај концепт је имао ознаку FB-22, требало је да послужи као прелазно решење, све до 2030. године. Та идеја није наишла на већу подршку Пентагона и Конгреса. Та ситуација и високи трошкови таквог развоја су разлог да је тај програм укинут.
Концепција се заснивала на повећаном делта крилу, продуженом трупу и без вертикалног стабилизатора. Одраз, за противничке сензоре, био би мањи (побољшане стелт карактеристике), више би носио борбеног терета, полетна маса 42 тоне и са укупним долетом од 2.580 km. Мотори би били замењени са P&W F135, који су планирани за F-35, са потиском од по 178 kN. FB-22 је требало да укупно носи 15.000 kg борбеног терета.

## Програм кроз историју

### Одређивање назива
Први назив за YF-22 је био „Лајтинг II“, после Другог светског рата је постојао познати Локидов ловачки авион P-38 „Лајтинг“. Желела се наставити фамилија назива њихових авиона. Та је интенција била присутна све до средине 1990.их година, када га је ратно ваздухопловство назвало „Раптор“. Кратко време је називан и „Супер-стар“ и „Рапиер“. Коначно је 7. јала 2006. године произведен стандард F-22 раптор, који је промовисан 9. априла 1997.

### Испитивање
Раптор № 4001, који је раније је служио за обимна испитивања у лету, „пензионисан“ је и пребачен је у ваздухопловну базу Рајт-Патерсон (енгл. Wright-Patterson), 1997. године. Нова улога му је била одређена за обуку техничког кадра за одржавање и експлоатацију. За ту улогу је посебно био подешен и служио је као „тренер“, на земљи. 
У званичном детаљном извештају, од 3. маја 2006. године, објављен је налаз о недостацима у технологији обраде титана, који се користи на предњем делу трупа. Откривена је неадекватна термичка обрада, због чега је материјал изгубио потребне механичке карактеристике па и век трајања. Било је процењено смањење века за око 80 Раптора. Приступило се модификацијама и сви авиони су враћени у пуни животни век у априлу 2006. године.

### Оперативна употреба
Званично је ратно ваздухопловство објавило 15. децембра 2005. године, да је Раптор постао оперативан.
У првој ваздухопловној вежби, на северном рубу Аљаске, у јуну 2006. године, Раптор је у симулираној борби, показао изванредну супериорност над осталим авионима. Од 94 Раптора учесника, 22 су у симулираној борби „оборили“ 108 противничких авиона. У току две недеље трајања вежбе, Раптори су направили „непријатељу“ 241 губитак, уз своја само два.
У вежби, која је одржана од 3. фебруара до 16. фебруара 2007. године, противници су били 94 авиона F-16 фајтинг фалкон и F-15 игл, које су као агресоре, наводно победили осам Раптора, у току шест дана и ноћи дејства.
При прелету шест Раптора, у своју прву инострану ваздухопловну базу у Окинави, Јапан, 11. фебруара 2007. године, рачунар није добро пратио промене временских зона и наступили су одређени проблеми у навигацији и оријентацији. У ходу је разрешен проблем и ловци су наставили свој прелет у Јапан.
После обнављања руске праксе стратешког патролирања са својим стратешким бомбардерима, 22. новембра 2007. године, у ваздушном простору Аљаске, Раптори су пресрели и идентификовали руске бомбардере Ту-95. То је прва мисија Раптора у реалном пресретању страних авиона.
Оперативна испитивања пуњења са горивом у лету, извршена су 28. августа 2008. године, након чега су извршена додатна техничка дотеривања решења и на Раптору и на авиону цистерни.
На шипкама избацивог седишта Раптора констатована је појава корозије, у фебруару 2010. године. Закључено је да су разлози за појаву корозије у техничко–технолошким пропустима у пројекту и у производњи.

### Одржавање
Било је више извештаја са незадовољавајућим процентом исправности авиона Раптор. Произвођач Локид тврди да је проценат укупне исправности повећан од 62% у 2004, на 68% у 2009, а да је тенденција да се постигне до 85%, у тренутку када укупна флота достигне 100.000 сати налета. Такође се тврди да је постигнута исправност од 62,9%, до јуна 2009. године. Сматра се то задовољавајуће, упоређујући са уходаним авионима у експлоатацији као што су 70% за F-15 игл и  фајтинг фалкон, као и 71,2% код авиона F/А-18 Хорнет.
Озбиљне су притужбе на велики број сати потребног рада на одржавању Раптора за обезбеђење да лети један сат. Самим тиме се значајно и поскупљује његов сат лета.
На основу оперативне статистике, Раптору је потребно одржавање на сваких 0,97 часова лета. Једна партија од шест авиона је посебно унапређена да може реализовати 3,22 часова лета са једним одржавањем. Други проблем је што са временом употребе многе компоненте брже губе перформансе од предвиђеног. То се посебно односи на негативни утицај неповољних атмосферских услова. Карактеристичан је био случај губитка перформанси „невидљивости“ премаза са дуготрајнијим утицајем кише. После допунског усавршавања, тај проблем је ублажен. Такође, била је присутна таква појава и са неким компонентама електронике. Све то поскупљује одржавање, па и оперативну употребу Раптора.

## Економски показатељи

### Трошкови
Сматра се да је Раптор најскупљи ловачки авион, који је икада био у оперативној употреби. Директни трошкови производње једног авиона, процењени су 2008. године на 146,2 милиона америчких долара, а укупни директни и индиректни трошкови, расподељени на планирани број авиона, износе око 350 милиона. У априлу 2006. године су укупни трошкови по једном авиону цењени на 361 милион, што произилази да је цена једног килограма Раптора била једнака цени једног килограма злата, према тржишту у тој години. Коначно, цео програм кошта 66,7 билиона америчких долара, а јединична цена у фискалној години 2009. је износила 150 милиона.
Од борбених авиона је једино скупљи B-2 Спирит, али они припадају сасвим различитим категоријама. B-2 Спирит је тешки бомбардер невидљиве технологије, способан да носи велику количину конвенционалног и нуклеарног оружја.

### Експлоатациони трошкови
Потребан рад, у процесу одржавања и опслуживања Раптора, веома је скуп. Према листу Вашингтон пост, који се позива на војне изворе, произилази да је цена радова 44.000 америчких долара по часу летења. Ради поређења, авион треће генерације F-4 фантом направи налет од 35 часова, за ту исту цену рада.

## Удеси
У марту 2010. године, у удесима су изгубљена три Раптора:
- 25. априлу 1992. године, прототип YF-22А (№ 87-0701 ), имао је удес при слетање у бази Едвардс и трајно је онеспособљен.

| Удес авиона YF-22A, 25. априла 1992. године, приказано на видео снимку. |

- 20. децембра 2004. године, авион F-22А (№ 00-4014 ), имао је удес при полетању у америчкој ваздухопловној бази Нелис, пилот се катапултирао.
- 25. марта 2009. године, авион F-22А (№ 91-4008 ), имао је удес у Пустињи Мохаве, држава Калифорнија, у близини ваздухопловне базе Едвардс, у току испитивања у лету. Том приликом је погинуо 49-годишњи пилот је Давид Кули (енгл. David Cooley).[67][68][69]
- Ловац пете генерације F-22 раптор, ратног ваздухопловства САД се срушио у Флориди, 16. новембра 2012. године. Авион је пао у шуму недалеко од ауто-пута. „Пилот је успео да се катапултира, на земљи нико није страдао“, - рекао је представник базе у којој пилоти пролазе обуку за управљање авионима ове класе. Други детаљи се не саопштавају.[70]

## Карактеристике

### Геометрија
| У корену крила су аеропрофили 64A?05.92, а на крају 64A?04.29. Геометријски бројчани подаци, изглед и упоређење Раптора са авионима F-15 игл и ТУ-95. |

### Детаљније, перформансе
- Максимална брзина:
  - На висини, 2.132+ km/h (M = 2+)
  - Суперкстарење, 1.825 km (M = 1,72)
- Долет: 
  - са 2 спољна резервоара горива, 2.960 km
  - максимални, 3.219
- Борбени радијус: 759
- Плафон лета:
  - практични, 19.811 m
  - употребни за борбу, 18.700
- Средње специфично оптерећење крила: 322
- Однос потисак мотора/маса авиона: 1,26
- Гранични фактор аеродинамичког оптерећења је n = –3,5 / +9,5. Према њему је димензионисана структура авиона, сагласно граничном убрзању: az = –3,5 g / +9,5 g.[46][39]

### Упоредне карактеристике, серијског Раптора сапрототипом
| Подаци                                       | F-22A                           | YF-22                          |
| -------------------------------------------- | ------------------------------- | ------------------------------ |
| Дужина                                       | 18,9                            | 19,55                          |
| Распон крила                                 | 13,56                           | 13,10                          |
| Површина крила                               | 78,04                           | 77,10                          |
| Површина вертикалног репа                    | 16,54                           | 20,26                          |
| Површина хоризонталног репа                  | 12,63                           | 12,45                          |
| Друге управљачке површине                    | 16,93                           | —                              |
| Виткост крила                                | 2,35                            | 2,20                           |
| Минимално специфично оптерећење крила        | 184                             | 180                            |
| Максимално специфично оптерећење крила       | 349                             | 337                            |
| Висина авиона                                | 5,08                            | 5,39                           |
| Маса празног авиона                          | 14.365                          | 14.043                         |
| Максимална маса авиона                       | 36.288                          | 26.308                         |
| Унутрашње гориво                             | 8.300                           | 7.197                          |
| Максимално убрзање az                        | -3/+9 g (опште) 6 g (на М =1,8) | +7,9 g (опште) 6 g (на М =1,8) |
| Махов број (на висини)                       | 2,25 (19.812 )                  | 2,2 (9.000 )                   |
| Махов број, на нивоу мора                    | 1,4                             | —                              |
| Махов број при крстарењу, са базним потиском | 1,72                            | 1,58                           |
| Практични плафон                             | 19.812                          | 15.240                         |
| Борбени радијус                              | 1.480                           | 1.285                          |
| Долет, са два спољна резервоара              | 2.980                           | —                              |
| Број чланова посаде                          | 1 пилот                         | 1 пилот                        |
| Наоружање                                    | погледај текст                  | опитно                         |
| Два P&W двопроточна мотора                   | F119-PW-100                     | YF119-PW-100L                  |
| Потисак, са допунским сагоревањем            | 2× 156,06                       | 2× 155,69                      |
| Потисак, без допунског сагоревања            | 2× 124,59                       | 2× 116,74                      |
| Максимални однос потисак / маса              | 1,21                            | 1,17                           |
| Минимални однос потисак / маса               | 1,21                            | 1,21                           |